# Нажесткін Іван Макарович
Іван Макарович Нажесткін (5 травня 1910, місто Павловський Посад, тепер Московської області, Російська Федерація — ?) — радянський діяч, перший заступник голови Ради міністрів Узбецької РСР. Депутат Верховної Ради СРСР 6-го скликання.

## Життєпис
З 1925 року — хімік, начальник виробництва текстильної фабрики.
Закінчив Ленінградську лісотехнічну академію.
З жовтня 1934 по 1936 рік служив у Червоній армії.
З 1936 року — на керівній господарській та дослідницькій роботі.
Член ВКП(б) з 1941 року.
З 1941 по 1945 рік — у Червоній армії, перебував на командних посадах на центральній військовій базі № 67 та центральному артилерійському складі № 1418 Головного артилерійського управління Радянської армії. 
У 1944—1957 роках — на інженерній і керівній роботі в Держплані СРСР.
У 1957—1961 роках — заступник голови Держплану Узбецької РСР. До 21 квітня 1961 року — міністр Узбецької РСР.
10 січня 1962 — 22 грудня 1965 року — 1-й заступник голови Ради міністрів Узбецької РСР.
Подальша доля невідома.

## Звання
- інженер-майор

## Нагороди
- орден Трудового Червоного Прапора
- ордени
- медалі